# کوروت- ۹بی

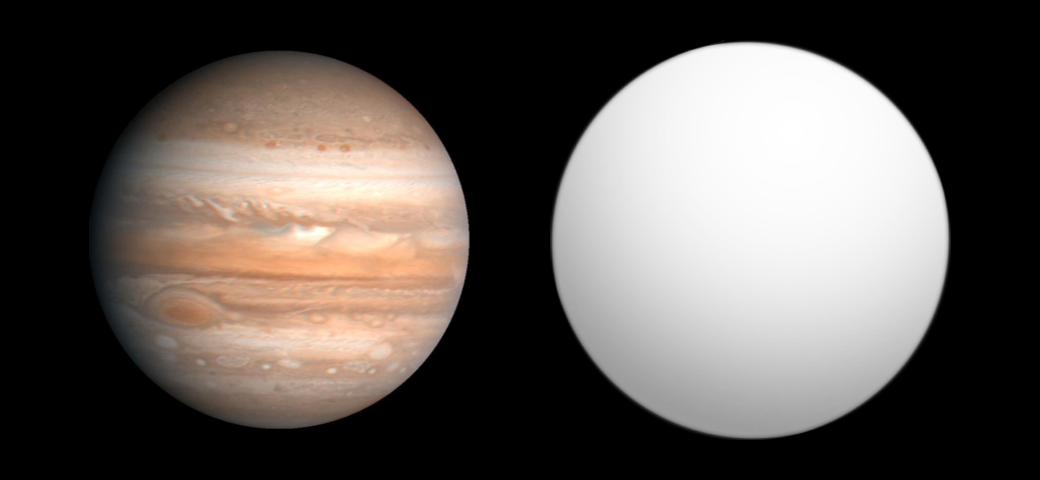
سیارهٔ فرا خورشیدی کوروت-۹بی کمی بزرگتر؛ ولی سبکتر از مشتری بزرگترین سیارهٔ منظومهٔ شمسی

کوروت- ۹بی سیاره فرا خورشیدی کوروت- ۹بی (به انگلیسی: COROT-9b) در مداری برگرد ستارهٔ کوروت - ۹ (به انگلیسی: : COROT-9) در صورت فلکی مار در گردش است. این سیاره ۱۵۰۰ سال نوری از منظومه شمسی دور است. در نزدیک‌ترین فاصله این سیاره ٫۳۶ واحد نجومی از ستارهٔ مادر دور است و هر ۹۵ روز یک بار به دور این ستاره می گردد.
کشف این سیارهٔ فراخورشیدی در تابستان ۲۰۰۸ روی داد ولی خبر آن روز ۱۷ مارس ۲۰۱۰ پس از ۱۴۵ روز رصد پیوسته پخش شد. دوری این سیاره از ستارهٔ مادر سبب افزایش سپیدایی است. داشتن سپیدائی بیشتر پی بردن به بودن کوروت-۹بی را برگرد ستارهٔ کوروت -۹ آسان تر کرد.

## نگارخانه

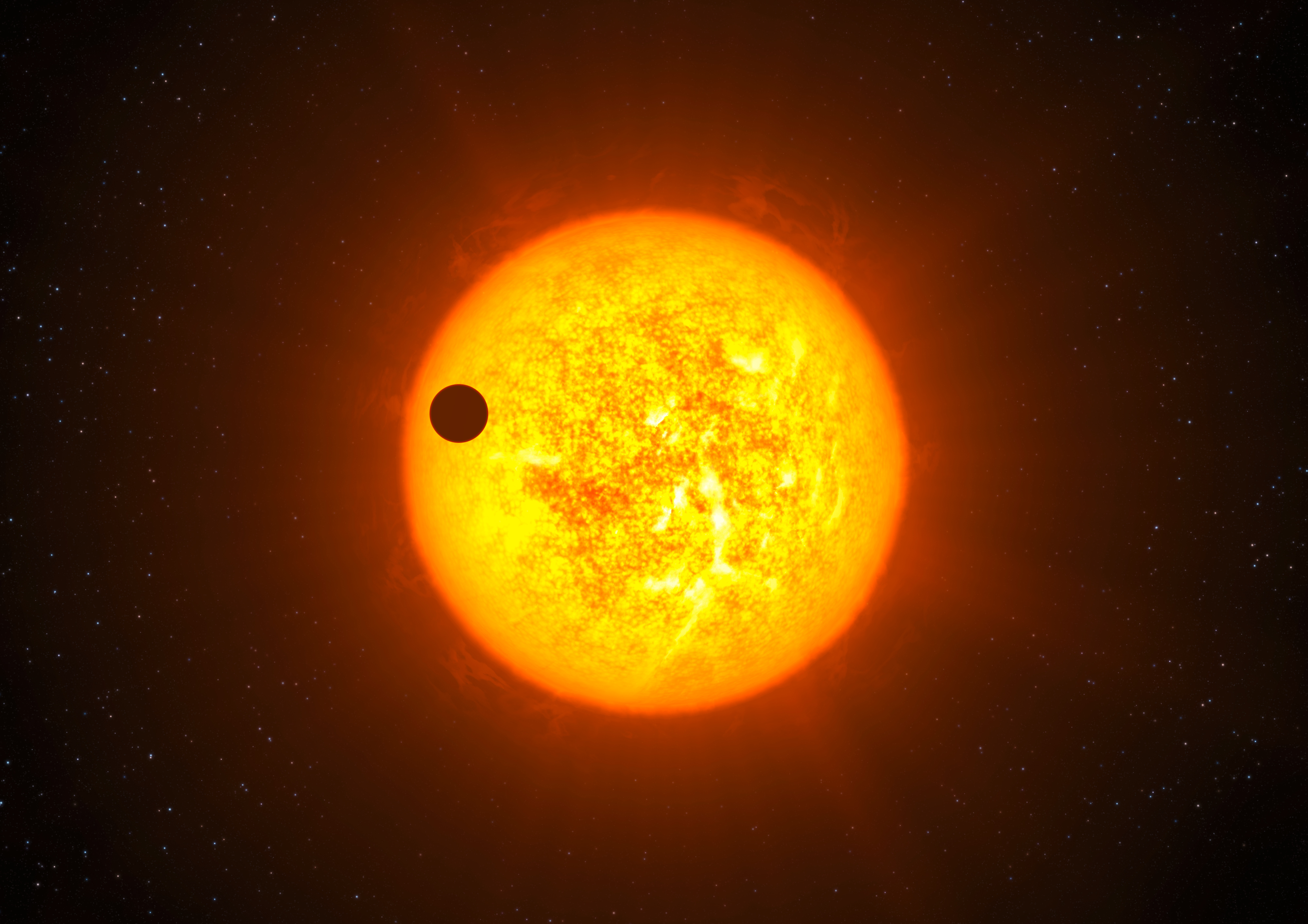